# 中村半助
中村 半助（なかむら はんすけ、弘化2年（1845年）11月16日 - 明治30年（1897年））は、日本の柔術家。幼名は金八。筑後国久留米藩出身。柔術の一派・良移心当流を修得しており、小説『姿三四郎』（富田常雄）の登場人物・村井半助のモデルになった。

## 異名
明治維新の前、久留米藩では同門の上原庄吾、関口流（渋川流）の久富鉄太郎、関口新々流の仲段蔵とともに久留米柔術界の四天王と並び称された。
熊本藩の柔術家・佐村正明が「仁王の佐村」と呼ばれていたのに対し、中村は「鍾馗の半助」の異名をとった。
全国柔術家番付が作成された時には、講道館四天王の1人横山作次郎が西の横綱で、中村は東の横綱とされた。

## 略歴
弘化2年11月16日、久留米藩の櫛原町で、藩士中村半左衛門の四男として生まれる。
幼少のころから櫛原町3丁目にあった下坂才蔵の道場で良移心当流を学ぶ。
維新後、藩が無くなってからは魚屋や造り酒屋の蔵男をして生計を立てる。
1869年（明治2年）、肥後（熊本県）の竹内三統流の佐村正明と試合をして敗北。
1883年（明治16年）3月、師匠の下坂の推薦により、同門の上原庄吾とともに東京警視庁の柔術世話係（師範役）に就任。
1886年（明治19年）7月、講道館四天王の富田常次郎と天神真楊流の道場で試合をする。
1887年（明治20年）、丸の内鍛冶橋の警視庁で佐村正明と再戦し、勝利する。同年10月、警視庁武術大会で講道館四天王の横山作次郎と試合をし引き分けとなる。

## 試合

### 竹内三統流・佐村正明
1869年（明治2年）10月半ばごろ、久留米から肥後（熊本県）に遠征し、坪井広町にあった扱心流の柔術家江口矢門の道場で佐村正明と試合をした。
佐村は半身に立って構えたのに対し、中村は片膝をついて寝技に持ち込もうとした。しかし佐村が乗ってこなかったため立ち上がろうとしたところに、佐村は中村のみぞおちに当て身を仕掛けてきた。それをかわして後ろから佐村を突き飛ばしたが、佐村は宙を一転して10尺（約3メートル）先に降り立った。死力を尽くした攻防が続き、最後は佐村が胴を両足で、首を右腕で同時に絞め、中村は「参った」の合図をし、試合は決着した。
1887年（明治20年）、ともに柔術世話掛に就任した中村と佐村は鍛冶橋警視庁で再び試合をし、この時には中村が勝利した。

### 竹内三統流・矢野広次
1881年（明治14年）春に、同門の宇高権太夫、上原庄吾、妹尾季之進、野田碌郎とともに熊本に遠征した際に、竹内三統流の矢野広次と対決。中村は上四方固で矢野を押さえ込んだが、矢野は中村の胸に噛みついた。「これくらいでいいでしょう」と言って立ち上がった中村の胸に噛みついたまま離さなかったため、佐村が矢野の口の中に火箸を突っ込んで歯をたたき折って口を開かせて2人を引き離した（石橋和男『良移心当流 中村半助手帖』）。
雑誌『キング』昭和3年1月号に掲載された「中村半助と佐村正明」には、1868年（明治元年）に熊本の扱心流道場主の弟江口源心と試合をした際、源心は腕挫十字固を極められ、腕を折られながらも中村の太腿に噛みついた。敗れたものの源心の口には噛みちぎった肉片が残っていた。この立ち合いの場にも佐村はいたという。
この2つの逸話は、『日本武術・武道大事典』によれば、同一の出来事が語り伝えられるうちに形を変えたものと考えられている。

### 講道館四天王・横山作次郎
1887年（明治20年）10月、警視庁武術大会で、講道館四天王の横山作次郎との試合が行われた。当時の中村は身長174センチ、体重91キロ、年齢は33歳。横山は身長168センチ、体重75キロで年齢26歳だった。
2人の試合は約1時間におよび、審判を務めた久富鉄太郎が「それまで」と試合を止めたが、2人は離れず、警視総監の三島通庸が勝負を預かると告げても、まだ離れなかった。2人が離れなかったのは、その時組み合った手の指が硬直して自分で離すことが出来なかったからだという。

## 逸話
身長5尺6寸（約170センチメートル）、体重26貫（約98キログラム）。大力の持ち主で、牛が引く荷車を振り回したり、両手に米俵を1俵ずつ持って自在に操ることができたという。
日ごろから、畳に仰向けに寝て首の上に天秤棒を当てて、棒の両側から6人がかりで力いっぱい押さえさせたり、竹刀で首のまわりを叩いたりして鍛えていた。この鍛錬により中村の首は人より2，3倍は太くなっていた。
上京する途中、所持金を使い果たした中村は、東海道で松の枝に帯をかけ、首を吊った。人が集まり騒然とする中で、助け下ろそうとする人の手を払いのけて自分で降り立った中村は、駆け付けた巡査に「良移心当流は締められても絶対落ちないよう、首を鍛錬して鉄石のように堅くする」と語った。集まった人たちから同情してもらい食べ物や路銀を得て、中村は東京まで辿り着くことができた。
明治10年代、佐村正明や上原庄吾、久富鉄太郎、そして起倒流の奥田松五郎たちとともに、警察官が職務を遂行する際に必要な技を選んで構成した「警視庁柔術形」を作成した。

## 中村半助が登場する作品
- 夢枕獏『東天の獅子』